# Modestas Kumpys
Modestas Kumpys (ur. 2 lipca 1991 w Kłajpedzie) – litewski koszykarz, występujący na pozycji rzucającego obrońcy, obecnie zawodnik KFUM Jamtland Basket.
26 września 2017 został zawodnikiem AZS Koszalin.
26 lutego 2020 dołączył do szwedzkiego KFUM Jamtland Basket.

## Osiągnięcia
Stan na 26 lutego 2020, na podstawie, o ile nie zaznaczono inaczej.
Drużynowe
- Mistrz Ligi Bałtyckiej (2014, 2015)
- Wicemistrz II ligi litewskiej NKL (2011)
- Uczestnik EuroChallenge (2014/15)

Indywidualne
(* – nagrody przyznane przez portal Eurobasket.com)
- Uczestnik meczu gwiazd ligi łotewskiej (2016)
- Zaliczony do składu honorable mention ligi łotewskiej (2016)

Reprezentacja
- Uczestnik mistrzostw Europy U–20 (2011 – 14. miejsce)